# Rajd Chorwacji 2010
Rajd Chorwacji 2010 (37. Croatia Delta Rally) – 37 edycja rajdu samochodowego Rajd Chorwacji rozgrywanego we Chorwacji. Rozgrywany był od 14 do 16 maja 2010 roku. Była to druga runda Rajdowych Mistrzostw Europy w roku 2010 oraz pierwsza runda Rajdowych Mistrzostw Chorwacji. Składał się z 15 odcinków specjalnych.

## Klasyfikacja rajdu
| Miejsce | Miejsce | Miejsce | Kierowca          | Pilot               | Samochód                       | Czas      | Strata   |
| Gen.    | CHO     | ERC     | Kierowca          | Pilot               | Samochód                       | Czas      | Strata   |
| ------- | ------- | ------- | ----------------- | ------------------- | ------------------------------ | --------- | -------- |
| 1.      |         | 1.      | Luca Rossetti     | Matteo Chiarcossi   | Fiat Abarth Grande Punto S2000 | 2:25:52.3 | 0.0      |
| 2.      |         | 2.      | Luca Betti        | Pierangelo Scalvini | Peugeot 207 S2000              | 2:29:22.9 | +3:30.6  |
| 3.      |         | 3.      | Corrado Fontana   | Nicola Arena        | Peugeot 207 S2000              | 2:30:30.3 | +4:38.0  |
| 4.      | 1.      |         | Juraj Sebalj      | Toni Klinc          | Mitsubishi Lancer Evo IX       | 2:31:52.7 | +6:00.4  |
| 5.      |         | 4.      | Maciej Oleksowicz | Andrzej Obrębowski  | Ford Fiesta S2000              | 2:32:36.7 | +6:44.4  |
| 6.      |         | 5.      | Antonín Tlusťák   | Jan Škaloud         | Škoda Fabia S2000              | 2:34:13.6 | +8:21.3  |
| 7.      |         | 6.      | Luigi Fontana     | Riva Pierangela     | Peugeot 207 S2000              | 2:38:15.9 | +12:23.6 |
| 8.      |         | 7.      | Jan Černý         | Pavel Kohout        | Renault Clio R3                | 2:42:03.7 | +16:11.4 |
| 9.      |         |         | Mitja Slejko      | Izidor Šavel        | Renault Clio RS                | 2:43:48.6 | +17:56.3 |
| 10.     | 2.      |         | Reno Turk         | Denis Vidovič       | Honda Civic Type-R             | 2:50:23.3 | +24:31.0 |